# Rima Tawil
Pour les articles homonymes, voir Tawil.
Rima Tawil (en arabe : ريما طويل), née Makdici, est une soprano et cheffe d'orchestre franco-libanaise.

## Biographie
Élève du Conservatoire National Supérieur de Musique de Beyrouth, Rima y commence ses cours de piano avec Hoda Adib et Madeleine Medawar et parallèlement avec Pierre Petit à l’école normale de musique à Paris. Elle commence ses classes de chant, à l'âge de 16 ans, au Liban, avec la soprano Jeannette Kouyoumdjian et intègre par la suite l’université du Saint-Esprit Kaslik, (USEK) en licence de musicologie sous la direction du Père Louis Hage.
À 19 ans, et avant même d'obtenir son diplôme de chant du conservatoire de Beyrouth, elle est sélectionnée pour le concours de chant de la Scala de Milan. La victoire lui permet de passer, dans le temple de l'opéra, deux ans de perfectionnement pour travailler sa voix, son répertoire, sa mise en scène sous la direction de Luciano Silvestri, Giulietta Simionato, Maria-Luisa Cioni, Robert Kettelson, Stefano Adabbo, Maryse Flash et Giuseppina Carutti.
Rima fait ses débuts au Piccolo Teatro de la Scala de Milan dans le rôle de Madame Jaffet dans l’Arche de Noè de Benjamin Britten et est ensuite engagée dans le rôle de Kate Pinkerton et la doublure de Madame Butterfly de Giacomo Puccini.
Elle interprète après et avec beaucoup de joie les rôles de Puccini, tels que Liù dans Turandot au Palais des sports à Liège, sous la direction de Carlo Franci et Raymond Rossius, Mimi dans La Bohème, et les rôles-titre de Suor Angelica et Madame Butterfly. 
Rima Tawil est également lauréate de plusieurs concours internationaux dont Rennes (pour le rôle de la comtesse dans les Noces de Figaro de Mozart), Paris, Marmande, Marseille et Belvedere (finaliste)…  
Elle est aussitôt distribuée dans différents rôles de Mozart, tels que La Comtesse dans les Noces de Figaro, Pamina dans La Flûte enchantée, Donna Elvira dans Don Giovanni et Fiordiligi dans Così fan tutte. 
Elle enregistre son premier CD chez Erato, Madrigali su Michelangelo de Girolamo Arrigo qui obtient le premier prix du disque en 1991.
Elle fera le tour des théâtres dans les villes de Paris (Théâtre du Châtelet, Opéra-Comique, Garnier), Marseille, Rennes, Rome, Milan, Busseto, Rovigo, Pisa, Luca, Bruxelles, Liège, Anvers, Amsterdam, Rotterdam, Heerlen, Enschede, Bonn, Augsburg, Friburg, Cologne, Heidelberg, Nürnberg-Fürth, Munich, Vienne, Miami, Kiev, Brasilia, Beyrouth et le Caire, ...
De la musique allemande, elle interprète Luitgarde et l’Amazone dans Das Teufels Lustschloss de Schubert, Berta dans Die Fée Urgele oder Was den Damen Gefällt de Pleyel, (Internationale Ignaz J.Pleyel Tage) ainsi que Malwina dans Der Vampyr de Marschner (Jugendmusikfestival Bruck).
Elle participe à l’inauguration de la Pyramide du Louvre à Paris sous la direction d’Elizabeth Cooper en 1989.
Elle porte un grand intérêt aux compositeurs français. C'est ainsi qu'elle est choisie par Gabriel Dussurget et Pierre Jourdan pour le rôle d’Amélie dans Gustave III ou le Bal Masqué d’Auber pour l’inauguration du Théâtre Impérial de Compiègne en 1991 auquel succéda l’enregistrement de l’opéra chez Arion. Cet album obtiendra le Prix Massenet, Orphée de la meilleure initiative honorant un compositeur français.
Elle sera Micaela dans Carmen de Bizet, Girolama dans Don Juan de Mañara de Tomasi, Marguerite dans Faust de Gounod, Giulietta dans les Contes d’Hoffman d’Offenbach, Thaïs, ensuite Salomé dans Hérodiade de Massenet. De ce dernier, et pour le centenaire de sa mort, elle enregistrera deux albums chez Integral Classic : « Rêve infini » en 2011 (airs d’opéras et orchestre) et « Je t’aime » 24 mélodies pour chant, violoncelle et piano, avec Carine Balit et Jeff Cohen.
Elle chante Elisetta dans Il Matrimonio segreto de Cimarosa, Nedda dans I Pagliacci, Santuzza dans Cavalleria Rusticana de Mascagni et enregistre un CD d’Arie da camera de Mascagni et de Verdi chez Rue Stendhal.
De Verdi elle chante les rôles d’Alice dans Falstaff, Leonora dans Il Trovatore et La Forza del Destino, Elisabetta dans Don Carlos, Amelia dans Simon Boccanegra et Un Ballo in Maschera et Desdemona dans Otello, rôle chéri dans lequel elle aura la chance de se produire aux côtés de Placido Domingo pour y interpréter le duo. 
Des compositeurs russes, elle interprète Tatiana dans Eugène Oneguine, Lisa dans la Dame de Pique de Tchaïkovski ainsi que Jaroslavna dans le Prince Igor de Borodine.
À la demande de compositeurs contemporains, elle participe au Festival d’Avignon à la Création d’œuvres de Bruno Ducol et de Clarisse Nicoïdski dans le rôle de la Rousse dans les Cerceaux de feux ainsi que le rôle de la Femme dans la Légende de Saint-Julien l’hospitalier mis en musique par Marco di Bari d’après l'œuvre de Gustave Flaubert. 
Rima crée à Paris la Missa Resurrectionis de Naji Hakim et enregistrera plusieurs de ses œuvres dont le Magnificat, Set me as a seal upon your heart et Amazing Grace pour soprano et orgue, Die Taube pour soprano et quatuor à cordes ainsi que la Cantate de Phèdre pour soprano et piano chez Signum Classics. 
Au Liban, dans son pays d’origine, Rima s’est produite à plusieurs reprises dans différents festivals, dont le Festival de rue de Beyrouth, Festival de Beyrouth Chants, Festival Al Bustan, Festival de Beiteddine aux côtés de José Carreras et au Festival de Baalbeck aux côtés de Placido Domingo.
En parallèle, Rima a une intense activité de concertiste. Elle interprète la 9e symphonie et la Missa Solemnis de Beethoven, la Passion selon Saint Mathieu de Bach, l’Exultate Jubilate et le Requiem de Mozart, la Création de Haydn, la Messe Solennelle de Rossini, la Messe en sol de Schubert, le Stabat Mater de Pergolesi, le Gloria de Poulenc et le Requiem de Verdi. 
Elle chante la Messe célébrée par le Pape Benoît XVI au Liban en 2013 devant plusieurs centaines de milliers de fidèles, retransmise sur les télévisions du monde entier.
Rima composa sa première œuvre pour voix, piano, 2 violons, alto et violoncelle, Omnia vincit amor.
Après avoir chanté en dix langues, Rima a eu l’idée de marier la musique lyrique avec la langue arabe. « Orientarias » est né avec la collaboration de Suleiman Al-Qoudsi et Vincent Charrier et toute une équipe de musiciens et de paroliers.
« Ce n’est pas seulement une entreprise artistique novatrice et prometteuse, c’est également un acte de civilisation, et c’est un geste d’espoir » devait affirmer l’Académicien Amin Maalouf.
Rima a travaillé avec de nombreux chefs d’orchestre dont Pomarico, Garcia-Navarro, Franci, Guidarini, Martignoni, Giovaninetti, E.Rinaldi, Lehmann, Benetti, Kohn, Cohen, Condette, Bilger, Fournillier, Sawallish, Guingal, A.Jordan, Stoehr, Carella, Gimenez, Bartoletti, Lopez-Cobos, Bellini, Tranchant, Ossonce, Müssauer, Cooper, Gholmieh… ainsi qu'avec de nombreux metteurs en scène dont Bourseiller, Lhuillier, Filippi, Martinotti, Rossius, Voli, Fleta, Brook, Rialland, Mercier, Keita Asari, d’Amato…

## Répertoire
Liste non exhaustive des rôles et œuvres interprétés par Rima Tawil :
- Micaela (Carmen, Bizet)
- Jaroslavna (Le Prince Igor, Borodine)
- Marguerite (Faust, Gounod)
- Salomé (Hérodiade, Massenet)
- Thaïs (Thaïs, Massenet)
- Contessa (Le Nozze di Figaro, Mozart)
- Fiordiligi (Cosi fan Tutte, Mozart)
- Donna Elvira (Don Giovanni, Mozart)
- Pamina (La flûte enchantée, Mozart)
- Liù (Turandot, Puccini)
- Madame Butterfly (Madame Butterfly, Puccini)
- Suor Angelica (Suor Angelica, Puccini)
- Mimì (La Bohème, Puccini)
- Magda de Civry (La Rondine, Puccini)
- Tatiana (Eugene Oneguine, Tchaïkovski)
- Lisa (La Dame de Pique, Tchaïkovski)
- Leonore (La Forza del destino, Verdi)
- Alice (Falstaff, Verdi)
- Amelia (Simon Boccanegra, Verdi)
- Desdemona (Otello, Verdi)
- Leonora (Il trovatore, Verdi)
- Elisabetta (Don Carlo, Verdi)
- Amelia (Un ballo in maschera, Verdi)
- Messe de Requiem (Verdi)
- Missa Solemnis et 9e symphonie (Beethoven)
- Die Schöpfung et Nelson Messe (Haydn)
- Petite Messe solennelle et Stabat Mater (Rossini)
- Exultate Jubilate (Mozart)
- Gloria (Poulenc) (Poulenc)
- Messe en sol (Schubert)

## Discographie
- Canti Madrigali de Girolamo Arrigo, ERATO
- Gustave III ou Le Bal Masqué de Daniel-François-Esprit Auber, ARION
- Die Fee Urgele oder Was den Damen gefällt, d’Ignaz Joseph Pleyel, IPG
- Set Me As A Seal Upon Your Heart de Naji Hakim, SIGNUM CLASSICS
- Orientarias, créations lyriques en arabe de Suleïman Al-Qoudsi et Vincent Charrier, INTEGRAL CLASSIC
- Rêve infini, Jules Massenet, INTEGRAL CLASSIC
- Je t'aime, Jules Massenet, RUE STENDHAL
- Musikwelten Bruck Vampyr and more, GRAMOLA
- Canto e piano, Verdi-Mascagni, RUE STENDHAL
- Phèdre, Naji Hakim, SIGNUM CLASSIC
- DVD : Salam wa Gharam, Suleïman Al-Qoudsi, Réalisation Zahi Farah
- Al Nazihoun, single & DVD, Vincent Charrier, RUE STENDHAL, Réalisation TéléLumière
- Plénitude, Rania Awada, RA33 Production